# Viktor Kjäll
Viktor Kjäll, né le 13 juin 1985 à Västerås, est un curleur suédois. 

## Biographie
En avril 2013, Viktor Kjäll fait partie de l'équipe suédoise qui remporte le championnat du monde de curling, battant le Canada en finale.

## Palmarès

### Championnats du monde
| Édition    | Regina 2011 | Bâle 2012 | Victoria 2013 |
| Classement | Bronze      | Bronze    | Or            |

### Championnats d'Europe
| Édition    | Aberdeen 2009 | Moscou 2011 | Karlstad 2012 |
| Classement | Or            | Argent      | Or            |